# Ascidia archaia
Ascidia archaia is een zakpijpensoort uit de familie van de Ascidiidae. De wetenschappelijke naam van de soort is voor het eerst geldig gepubliceerd in 1890 door Sluiter.